# Bad Dürkheim
Bad Dürkheim est une ville thermale et le chef-lieu de l'arrondissement de Bad Dürkheim dans le Land de Rhénanie-Palatinat, en Allemagne, au bord de la forêt palatine et au milieu de Vignoble de Palatinat. La ville a acquis une renommée suprarégionale grâce au Dürkheimer Wurstmarkt ainsi qu'au Dürkheimer Riesenfass. 

## Géographie

### Localisation
Bad Dürkheim se trouve dans la forêt du Palatinat sur la route allemande des vins à environ 30 km à l'est de Kaiserslautern et à moins de 20 km à l'ouest de Ludwigshafen et Mannheim.
Les Bundesstraße 37 et 271 se croisent dans la ville, qui est traversée par l'Isenach.
Les quartiers de la ville sont : Grethen, Hardenburg, Hausen, Leistadt, Seebach et Ungstein & Pfeffingen.

### Climat
Les précipitations annuelles à Bad Dürkheim sont de 574 mm, ce qui est assez faible. Seules 16 % des stations du service météorologique allemand ont des chiffres plus faibles. Le mois le plus sec est février alors que la période la plus arrosée est en mai.

## Histoire
| Appartenances historiques Palatinat du Rhin 1471-1554 Comté de Linange-Dagsbourg-Hartenbourg 1554-1797 République cisrhénane (Mont-Tonnerre) 1797-1802 République française (Mont-Tonnerre) 1802-1804 Empire français (Mont-Tonnerre) 1804-1813 Royaume de Bavière 1815-1918 République de Weimar 1918-1933 Reich allemand 1933-1945 Allemagne occupée 1945-1949 Allemagne 1949-présent |

Entre 1200 et 500 av. J.-C., la région autour de l'extrémité orientale de la vallée de l'Isenach a été occupée par les Celtes.
Le 1er juin 778, la ville a sa première mention documentaire dans le codex de Lorsch. Elle apparaît également dans une lettre d'inféodation de l'évêque de Spire en 946. En 1025 ont commencé les travaux de construction de l'abbaye de Limbourg, de nos jours conservé à l'état de ruines.
Les droits de la ville ont été octroyés le 1er janvier 1360, mais ont été retirés à nouveau en 1471 après que Frédéric Ier du Palatinat a conquis la ville et causé des destructions considérables. Après sa lente reconstruction, Durkheim passé aux comtes de Linange en 1554.
En 1689, la ville a été presque entièrement détruite lorsque les troupes françaises, lors de la Guerre de la Ligue d'Augsbourg, ont effectué une campagne de terre brûlée dans le Palatinat. Cette fois, cependant, la reconstruction a été plus rapide, conduisant le comte Johann Friedrich de Linange à octroyer des droits à Dürkheim à nouveau dès 1700.
Dans la fin du XVIIIe siècle, comme la Révolution française commençait à se répandre dans le sud-ouest de l'Allemagne, Durkheim fit partie du département du Mont-Tonnerre. Après les guerres napoléoniennes, elle a échu au royaume de Bavière, avec la partie de l'électorat du Palatinat située sur la rive gauche du Rhin.
Grâce à ses sept sources d'eau minérale, Durkheim a ajouté l'épithète Solbad (bain de saumure) à son nom, et en 1904 elle a reçu l'autorisation de changer son nom en Bad Dürkheim (Bad est l'allemand pour "bain", et un lieu ne peut porter cette épithète que sur la reconnaissance de son statut de ville thermale).
En 1913, le Rhein-Haardtbahn (un tramway à voie étroite) a été ouvert, reliant Bad Dürkheim avec Ludwigshafen et Mannheim.
En 1935, Grethen, Hausen et Seebach ont été fusionnées.
Le 18 mars 1945, Bad Dürkheim était frappée par un raid aérien allié dans lequel plus de 300 personnes ont perdu la vie.
Dans la réforme administrative de Rhénanie-Palatinat, Hardenburg et  Leistadt ont été fusionnées avec Bad Dürkheim, le 7 juin 1969.La ville devint le siège de l'arrondissement nouvellement formé de Bad Dürkheim.

## Lieux et patrimoine

### Sites antiques
Le Heidenmauer est le vestige d'une fortification celtique avec un mur d'enceinte de 2,5 km de long, qui a été édifié vers -500.
La carrière romaine, Kriemhildenstuhl, a été en usage au cours du IVe siècle.

### Abbaye de Limbourg et Hardenburg
À la lisière de la forêt du Palatinat, se trouvent les ruines de la jadis florissante abbaye de Limbourg. Au IXe siècle, les ducs de Worms construisent une forteresse sur le Linthberg, leur siège familial. Au début du XIe siècle, la forteresse a été transformée en un monastère avec une basilique. Celui-ci existait jusqu'au milieu du XVIe siècle.
Au-dessus, sont situées les ruines du château de Hardenburg. Depuis le XIIIe siècle, le château était le siège des comtes de Leiningen. Il a été reconstruit au XVIe siècle avant d'être détruit une fois pour toutes à la fin du XVIIIe siècle.

### Pavillons de chasse
Dans les forêts de la ville, la noblesse a construit les pavillons de chasse (Jagdschlösser) Kehrdichannichts, Murrmirnichtviel et Schaudichnichtum. Alors que le premier est encore utilisé aujourd'hui comme maison d'un forestier, il ne reste que des ruines des deux autres.

### Églises
L'église Saint-Louis (Ludwigskirche) a été construite en 1828 et 1829 dans le style classique. Les plans ont été inspirés par un maître de Baden nommé Weinbrenner. Les travaux de construction ont été soutenus financièrement par le roi Louis Ier de Bavière (Bad Dürkheim faisait partie d'enclave Palatine de Bavière à l'époque).
L'église protestante du château (Schlosskirche) - anciennement l'église Saint-Jean (St. Johannis Kirche) - a été construite à la fin du XIIIe siècle. Sa tour, avec une hauteur de 70 m, est le troisième plus haut clocher du Palatinat.
L'église du château (Burgkirche) a été construit au XVIIIe siècle, détruite en 1945 et par la suite reconstruite. Aujourd'hui, elle sert de centre à la communauté protestante. Dans sa tour est suspendue une cloche de 317 kg coulée en 1758. Elle a été rénovée en 2006 et est sonnée par un câble à main. Elle sonne, chaque année, le 18 mars à 14 h en mémoire du raid aérien sur Bad Dürkheim de 1945, et à 17h00 le premier samedi de l'Avent, avec les autres cloches de la ville, pour inaugurer la nouvelle année liturgique.

## Économie
La principale activité de Bad Dürkheim est la viticulture. Avec 855 ha de vignes en culture, la ville se place en troisième position dans le Palatinat, en quatrième position pour ce qui concerne la région de Rhénanie-Palatinat.
Néanmoins, les secteurs du tourisme et de la santé jouent également des rôles importants. Certaines cliniques situées en ville sont équipées de thermes.
Les industries du papier et du bois sont représentées, ainsi que des entreprises de technologie variées.

## Personnalités liées à Bad Dürkheim
- Philipp Johann Heinrich Fauth, sélénographe, né en 1867.
- Robert Wilhelm Bunsen, Scientifique, découverte du Rubidium et du Césium, en analysant la source salée de Bad Dürkheim.
- Peter Frankenberg, géographe et homme politique allemand (CDU).
- Tobias Sippel, footballeur, né en 1988.
- Georges Frédéric Dentzel, pasteur luthérien (aumônier d'un régiment du corps expéditionnaire de Rochambeau pendant la guerre d'indépendance américaine), puis homme politique français (député à la Convention nationale) et officier de l'armée française (maréchal de camp), titré baron par Napoléon Ier, né en 1755.
- Isabel Mackensen-Geis est une femme politique allemande du Parti social-démocrate (SPD/ Parti social-démocrate d'Allemagne)vivant à Bad Dürkheim

## À découvrir
- Deutsche Weinstraße

## Jumelages
- Paray-le-Monial (France)
- Wells (Angleterre) (Royaume-Uni)
- Kluczbork (Pologne)
- Michelstadt (Allemagne)
- Bad Berka (Allemagne)
- Kempten im Allgäu (Allemagne)
- Emmaus (Pennsylvanie) (États-Unis)

## Source de traduction
- (en) Cet article est partiellement ou en totalité issu de l’article de Wikipédia en anglais intitulé « Bad Dürkheim » (voir la liste des auteurs).